# 玻恩-奥本海默近似
玻恩-奥本海默近似（Born-Oppenheimer approximation，简称BO近似），是一种普遍使用的解包含电子与原子核的体系的量子力学方程的近似方法。
在用量子力学处理分子或其他体系时，需要通过解薛定谔方程或其他类似的偏微分方程获得体系波函数。这个过程往往由于体系自由度过多而非常困难，甚至无法进行。据玻恩－奥本海默近似中，考虑到原子核的质量要比电子大很多，一般要大3-4个数量级，因而在同样的相互作用下，電子的移動速度會較原子核快很多，这一速度的差异的结果是使得电子在每一时刻仿佛运动在静止原子核构成的势场中，而原子核则感受不到电子的具体位置，而只能受到平均作用力。由此，可以实现原子核坐标与电子坐标的近似变量分离，将求解整个体系的波函数的复杂过程分解为求解电子波函数和求解原子核波函数两个相对简单得多的过程。
在玻恩-奥本海默近似下，体系波函数可以被写为电子波函数与原子核波函数的乘积
{\displaystyle \Psi _{\mathrm {total} }=\chi _{\mathrm {electronic} }\times \phi _{\mathrm {nuclear} }}
玻恩-奥本海默近似由于在大多数情况下非常精确，又极大地降低了量子力学处理的难度，被广泛应用于分子结构研究、凝聚体物理学、量子化学、化学反应动力学等领域。
玻恩-奥本海默近似是由物理学家奥本海默与其导师玻恩共同提出的。

## 利用玻恩－奥本海默求解薛定谔方程的步骤
首先将体系的哈密顿算符分解为原子核动能算符与电子哈密顿算符两项
{\displaystyle {\hat {H}}={\hat {T}}_{n}+{\hat {H}}_{e}}
其中电子哈密顿算符包含所有静电相互作用(电子－电子，电子－核及核－核相互作用)，以及电子的动能算符。
接下来，解以下的电子薛定谔方程以获得电子波函数和绝热势能面：
{\displaystyle {\hat {H}}_{\mathrm {e} }\;\chi (\mathbf {r,R} )=E_{\mathrm {e} }(\mathbf {R} )\;\chi (\mathbf {r,R} )}
这一步一般被称为电子结构计算，由于电子的數量往往远大于原子核，这一步往往是整个计算最昂贵的一步。根据计算能力，体系复杂程度和精度的需要，可以采用各种从头计算法直接近似求解，也可以采用密度泛函理论，半经验方法，分子力学势场等一系列方法获得势能面。
获得势能面之后，可以用其求解原子核的定态薛定谔方程得到原子核波的定态函数和体系能量
{\displaystyle \left[{\hat {T}}_{\mathrm {n} }+E_{\mathrm {e} }(\mathbf {R} )\right]\phi (\mathbf {R} )=E\phi (\mathbf {R} )}
或通过求解含时薛定谔方程模拟原子核波函数随时间的演化 
{\displaystyle \left[{\hat {T}}_{\mathrm {n} }+E_{\mathrm {e} }(\mathbf {R} )\right]\phi (\mathbf {R;t} )=i\hbar {\frac {\partial }{\partial t}}\phi (\mathbf {R;t} )}
这两种方法获得的结果可以互相转化。原子核定态波函数描述了分子的振动，一般用来获得振动零振动点能，进行红外、微波光谱或电子光谱振动与转动结构的计算；而波函数随时间的演变则描述了化学反应的动力学过程。
注意到第二步原子核薛定谔方程的求解中，需要电子态能量以原子核位置为坐标的函数，因而往往需进行多次，乃至数千万次电子结构的计算，造成计算严重的困难。即使在小分子体系中，往往也无法采用完全量子力学的方法求解波函数。由于原子核的质量比电子大得多，量子效应不如电子明显，因此这一步往往采用比电子结构步骤更高程度的近似方法，以减轻计算负担。例如常采用经典力学或者半经典近似处理原子核运动；在振动幅度较小的情况下，可将势能面近似为二次曲面，而原子核的运动则转化为量子諧振子问题而可解析解出。某些情况下亦可采用平衡态的近似，运用统计力学或过渡态理论等统计方法则，只需要在少量关键位置进行电子结构和振动计算就得到关于分子的分布或反应速率等信息。

## 适用性
玻恩-奥本海默近似只有在所在电子态与其他电子态能量都足够分离的情况下才有效。当电子态出现交叉或者接近时，波恩－奥本海默近似即失效。

## 最低值原理
对于基态，不加其他近似的情况下通过玻恩－奥本海默近似得出的体系总能量一定小于体系真实能量，因而给出了真实能量的下限。与此相对，另一绝热近似方法玻恩-黄近似则给出体系真实能量的上限。